# キケ・セティエン
キケ・セティエン（Quique Setién）こと、エンリケ・セティエン・ソラール（Enrique Setién Solar,  1959年9月27日 - ）は、スペイン・サンタンデール県サンタンデール出身の元サッカー選手。中国サッカー・スーパーリーグ・北京中赫国安足球倶楽部監督。現サッカー指導者。

## 来歴

### 選手時代
1977年に地元のラシン・サンタンデールでプロデビュー。1984-85シーズンまで主力として活躍。1985年から3シーズンはアトレティコ・マドリードでプレー。以降CDログロニェスやレバンテUDなどでもプレーし、1996年に引退した。
1985年から2年間、スペイン代表に招集され、1986 FIFAワールドカップのメンバーにも招集された。

### 監督歴
2001-02シーズンにラシン・サンタンデールで監督業を開始。2006年には赤道ギニア代表の監督を務める。
2009年6月、CDルーゴの監督に就任。6シーズン監督を務め、2011-12シーズンにはセグンダ・ディビシオンBからセグンダ・ディビシオンに引き上げた。
2015年10月19日、解任されたパコ・エレーラの後任としてUDラス・パルマスの監督に就任。2015-16シーズンはプリメーラ・ディビシオンで11位。翌2016-17シーズンも14位と、2シーズン連続でトップリーグ残留に導いた。
2017年5月26日、レアル・ベティスの監督に就任。就任1年目の2017-18シーズンは、9月20日の敵地サンティアゴ・ベルナベウでのレアル・マドリード戦に勝利。以降もロレンやジュニオルなど、カンテラ出身選手を積極的に起用し、リーグ6位の好成績を収めた。乾貴士を加えた2018-19シーズンは、シーズン序盤のカンプ・ノウでのFCバルセロナ戦に4-3で勝利するなど、注目を集める。しかし、以降は失速。特に本拠地エスタディオ・ベニート・ビジャマリンでの開催が決定したコパ・デル・レイでは、準決勝に進出しながらもバレンシアCFに敗退したことで地元ファンから非難された。シーズンも10位に終わり、シーズン終了後の2019年5月19日付で退任したことが発表された。
2020年1月14日、FCバルセロナの監督に就任したことが発表された。しかし、自身のスタイルを構築することは出来ず、ラ・リーガの覇権をレアル・マドリードに明け渡し、更に8月14日のUEFAチャンピオンズリーグ準々決勝では、FCバイエルン・ミュンヘンに2-8の歴史的大敗を喫し、3日後の8月17日に解任された。
2021年8月、スペイン誌「Jot Down」のインタビューで今後チームの指揮を続ける意思がないことを明らかにし、監督業からの引退を示唆した。
「もう二度とチームを率いることはないと思う」
バルセロナ解任後、スペイン国内外問わずオファーが届きながらも決断をした理由として
「もう関心がなくなってしまったんだ。ここ数年、私が経験してきたフットボールは私が好きなフットボールではなかった。私が好きだったのはフットボールをプレーすることだった。実際、私は自分が指導者になるとも思っていなかった」とコメント。
また、セティエン氏はバルサ時代のことを振り返り、「あのようなドレッシングルームはこれまでになかった。何かが違っていた。ショックを受けたよ」と、選手時代も含め40年のキャリアで一度も経験したことのないチーム状況だったと語っている。
2022年10月26日、ビジャレアルCFの監督に就任したことが発表された。就任直後の4試合は1勝3敗と苦しみながらもその後立て直し、2022-23シーズンのラ・リーガ5位で終えた。しかし、翌2023-24シーズンは開幕4試合で1勝3敗と再び低迷し、2023年9月5日に解任された。
2024年12月10日、北京中赫国安足球倶楽部監督に就任。